# ジャン＝クリストフ・ペロー
ジャン＝クリストフ・ペロー（Jean-Christophe Péraud、1977年5月22日 - ）は、フランス、トゥールーズ出身の自転車競技選手。

## 経歴
当初はマウンテンバイクレースの選手として活動。
2005年、クロスカントリーのヨーロッパ選手権で優勝
2008年
- 世界選手権フォークロス・チームリレーで優勝。
- 北京オリンピック クロスカントリーでジュリアン・アプサロンに次いで銀メダルを獲得。

ロードレース選手としての実績はほとんど無かったが、2009年、フランス選手権・個人タイムトライアルにおいてシルヴァン・シャヴァネルなどを下して優勝、思わぬ大金星を挙げた。
この実績が認められて2010年、オメガファーマ・ロットと契約。32歳にして初めてロードレースに本格的に取り組むことになった。
- パリ〜ニース総合9位
- バスク一周総合5位。

2011年、AG2R・ラ・モンディアルに移籍。
- パリ〜ニース総合6位
- クリテリウム・デュ・ドフィネ 総合7位
- ツール・ド・フランス 総合10位
- ツアー・オブ・北京 総合7位

2012年
- バスク一周 総合7位

2013年
- パリ〜ニース 総合3位
- ツール・ド・ロマンディ 総合6位

2014年
- ティレーノ〜アドリアティコ 総合4位
- クリテリウム・アンテルナシオナル 総合優勝
- バスク一周 総合3位
- ツール・ド・フランス 総合2位（チーム総合優勝）